# موريس إي. كونولي
موريس إي. كونولي (بالإنجليزية: Maurice Edward Connolly) هو سياسي أمريكي، ولد في 22 يونيو 1880 في الولايات المتحدة، وتوفي في 24 نوفمبر 1935 في نفس البلد.